# Tom Carroll
Tom Carroll, född 26 november 1961 i Newport, New South Wales, är en australisk vågsurfare.